# Euraåminne järnvägsstation
Euraåminne järnvägsstation var en finländsk järnvägsstation på Raumobanan. Stationen var belägen i byn Sydänmaa i Euraåminne kommun i landskapet Satakunda.

## Historia
Stationsbyggnaden uppfördes mellan 1896 och 1898 och var byggd i trä enligt typritningar för Raumobanans stationer. Euraåminne järnvägsstation öppnades för trafik den 15 april 1897. Stationsområdet växte dock inte mycket, och Euraåminne blev en obemannad hållplats den 1 april 1964. Godstrafiken till stationen upphörde år 1981, och persontrafiken på hela Raumobanan upphörde den 29 maj 1988. Efter detta har även stationsbyggnaden rivits och Euraåminne järnvägsstation blev officiellt nedlagd år 1997.